# ГЕС Вамма
ГЕС Вамма — гідроелектростанція на півдні Норвегії за чотири з половиною десятки кілометрів на південний схід від Осло. Знаходячись між ГЕС Kykkelsrud з однієї сторони та ГЕС Сарп, ГЕС Borregaard і ГЕС Hafslund (31,9 МВт) з іншої сторони, входить до складу каскаді на найбільшій річці країни Гломмі, яка тече до протоки Скагеррак.
Будівництво станції Вамма почалось ще в 1907 році. У 1915-му тут стали до роботи перші дві турбіни типу Френсіс потужністю по 8,8 МВт, до яких в 1916—1919 роках додали ще чотири такої ж потужності. За два роки після цього запустили турбіну того ж типу з показником 11 МВт, а в 1927-му — агрегат потужністю 11,8 МВт. У 1944-му під час німецької окупації станцію доповнили двома останніми турбінами типу Френсіс потужністю по 11,8 МВт.
У 1971-му на ГЕС ввели в експлуатацію одну турбіну типу Каплан потужністю 110 МВт. Зведена для неї будівля разом з машинним залом для перших десяти гідроагрегатів перекриває річище річки. Ліворуч за острівцем облаштована коротка протока, по якій вода прямує до двох водопропускних шлюзів. А ще далі на лівобережжі у 2015—2019 роках постав третій машинний зал. Він споруджений у підземному виконанні, а відстань між водозабором та випуском води назад у річку складає понад дві сотні метрів. Тут розмістили одну турбіну типу Каплан потужністю 129 МВт, яка повинна збільшити виробництво комплексу на 230 млн кВт·год (в 1981—2010 роках станція в середньому продукувала 1507 млн кВт·год електроенергії).
Гідроагрегати ГЕС використовують напір у 27,5 метрів.